# Chlorissa viridescentaria
Chlorissa viridescentaria är en fjärilsart som beskrevs av Victor Ivanovitsch Motschulsky 1860. Chlorissa viridescentaria ingår i släktet Chlorissa och familjen mätare. Inga underarter finns listade i Catalogue of Life.